# Josiane Kartheiser
Josiane Kartheiser   (Differdange, 28 de novembre de 1950) és una periodista i escriptora luxemburguesa. Escriu principalment en alemany però també en luxemburguès.

## Biografia
Nascuda a Differdange, Kartheiser va estudiar al Lycée des jeunes filles de la ciutat de Luxemburg. De 1971 a 1974, va estudiar anglès i literatura americana a la Universitat de Kent a Canterbury. Després de treballar com a periodista independent, va ensenyar luxemburguès a la Universitat de Sheffield i al Centre de Llengües de Luxemburg, on també va ensenyar anglès des de 2005 fins a la seva jubilació, el 2011. Va col·laborar en el diccionari francès-luxemburguès-anglès Parler luxembourgeois-Esou schwätze mir-Living Luxemburgish. També ha estat col·laboradora habitual de diversos diaris luxemburguesos, com Lëtzebuerger Journal, Tageblatt i Le Jeudi.
Des de 1978 Kartheiser, a més de relats i assajos, també ha publicat poesia, obres de teatre i crítica literària de novel·la negra i de gènere infantil i juvenil.

## Premis i reconeixements
El juliol de 2010, Josiane Kartheiser va rebre el Premi Anne Beffort de la ciutat de Luxemburg per la seva contribució de més de 25 anys a l'escena literària de Luxemburg en un moment en què el sector estava dominat pels homes. El premi reflecteix la preocupació de Kartheiser per promocionar el lloc de les dones en la societat luxemburguesa.

## Obra publicada
Llibres
- 1978: Flirt mit Fesseln, assaig, poesia
- 1989: Wenn Schreie in mir wachsen, assaig, poesia
- 1981: Linda, contes
- 1988: D'Lästermailchen, cabaret, cançons, històries
- 1989: Luxembourg City, guia turística
- 1993: Wohlstandsgeschichten, assaig, contes
- 1996: Als Maisie fliegen lernte, contes
- 2000: Das Seepferdchen, contes
- 2002: Allein oder mit anderen, contes, articles de viatges
- 2004: Cornel Meder. Ein Porträt, biografia
- 2005: De Marc hätt gär Paangecher, contes, cabaret
- 2007: Mäi léiwen Alen!, contes, cabaret
- 2009: Hutt Dir och en Holiday Consultant?, cabaret, històries, viatge
- 2011: Geld oder Liewen!?, cabaret, memòries

Infantil i juvenil

- 2004: De Maxi an de Geschichtenerzieler
- 2012: Dem Lou säin abenteuerleche Summer

Obra teatrals

- 1983: De Kontrakt
- 1985: Härgottskanner